# Pollimyrus
Pollimyrus es un género de pez elefante africano de la familia Mormyridae endémico de Angola, Benín, Camerún, Congo, Guinea Ecuatorial, Gabón, Ghana, Liberia, Mali, Nigeria y Togo, entre otros.
De acuerdo a su morfología, puede agruparse dentro del grupo de «lucios del río Nilo» —junto al Mormyrops, Hippopotamyrus, Marcusenius, Petrocephalus y Brienomyrus— que tienen pequeñas barbas. Además, al igual que los restantes géneros de su familia, poseen un cerebelo —o mormyrocerebellum— de gran tamaño, con un cerebro de tamaño proporcional al cuerpo comparable al de los humanos, relacionándose probablemente con la interpretación de señales bio-eléctricas.
De acuerdo a la IUCN, y tras evaluar trece especies, el estado de conservación puede catalogarse en la categoría de «menos preocupante (LC o LR/lc)», salvo para el Pollimyrus pedunculatus y Pollimyrus maculipinnis.

## Especies
- Pollimyrus adspersus (Günther, 1866)
- Pollimyrus brevis (Boulenger, 1913)
- Pollimyrus castelnaui (Boulenger, 1911)
- Pollimyrus guttatus (Fowler, 1936)
- Pollimyrus ibalazambai Dierickx, Lunkayilakio, Bills & Vreven, 2024[5]
- Pollimyrus isidori (Valenciennes, 1847)
  - Pollimyrus isidori fasciaticeps (Boulenger, 1920)
  - Pollimyrus isidori isidori (Valenciennes, 1847)
  - Pollimyrus isidori osborni (Nichols & Griscom, 1917)
- Pollimyrus krameri Dierickx, Lunkayilakio, Bills & Vreven, 2024[5]
- Pollimyrus maculipinnis (Nichols & La Monte, 1934)
- Pollimyrus marchei (Sauvage, 1879)
- Pollimyrus marianne Kramer, van der Bank, Flint, Sauer-Gürth & Wink, 2003
- Pollimyrus nigricans ((Boulenger, 1906)
- Pollimyrus nigripinnis (Boulenger, 1899)
- Pollimyrus pedunculatus (L. R. David & Poll, 1937)
- Pollimyrus petherici (Boulenger, 1898)
- Pollimyrus petricolus (Daget, 1954)
- Pollimyrus plagiostoma (Boulenger, 1898)
- Pollimyrus pulverulentus (Boulenger, 1899)
- Pollimyrus schreyeni Poll, 1972
- Pollimyrus stappersii (Boulenger, 1915)
- Pollimyrus tumifrons (Boulenger, 1902)
- Pollimyrus vanneer Dierickx, Lunkayilakio, Bills & Vreven, 2024[5]
- Pollimyrus weyli Dierickx, Lunkayilakio, Bills & Vreven, 2024[5]